# Oliwa z Palermo

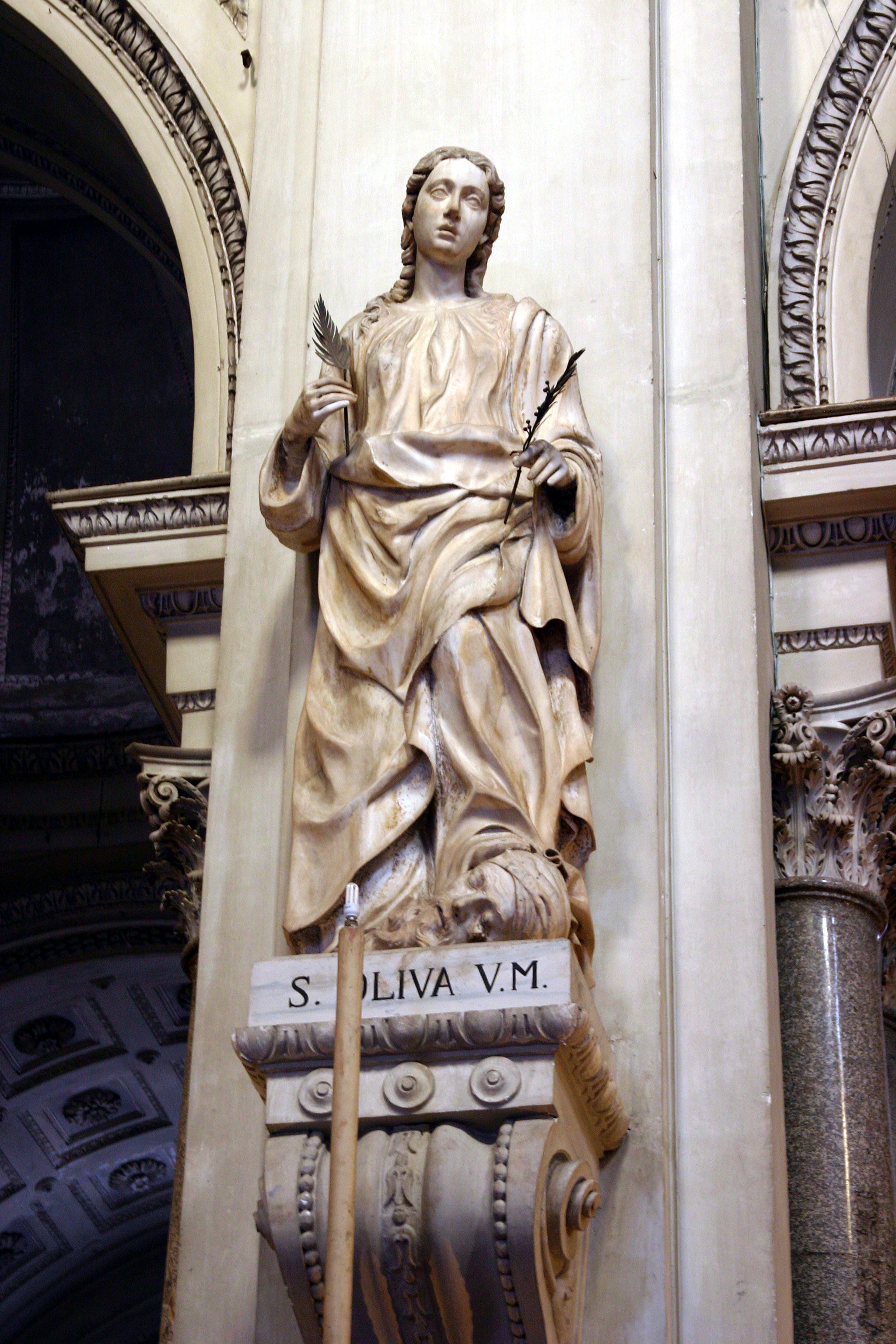
Rzeźba świętej Oliwy w katedrze w Palermo

Oliwa z Palermo, wł. Oliva di Palermo (zm. w IX lub X wieku) – dziewica, męczennica i święta Kościoła katolickiego.
Według legendy, gdy Oliwa miała 13 lat, Sycylię najechali Saraceni. Dziewczyna została przez nich pojmana i przewieziona do Tunisu. Nawróciła tam wielu pogan na chrześcijaństwo. W wyniku tego została wyprowadzona do lasu i porzucona na pastwę dzikich zwierząt, wśród których żyła wiele lat. Znaleźli ją myśliwi i zatrzymali jako niewolnicę. Ich również nawróciła. Zarządca Tunisu, muzułmanin, kazał ją aresztować, następnie torturować i ściąć.
Święta Oliwa była jedną z czterech głównych patronek Palermo do 1624 roku, zanim zastąpiła je św. Rozalia. Była również patronką Kartaginy (obecnie tereny Tunezji). Do dzisiejszego dnia główny meczet w Tunisie jest jej imienia. 
Jej wspomnienie liturgiczne obchodzone jest 10 czerwca. 
Ikonografia chrześcijańska przedstawia ją jako dziewicę w koronie, z gałązką oliwną bądź palmową w ręku.